# Ruine Alt Homberg
Die Ruine Alt Homberg, auch Burg Alt Homberg genannt, ist die Ruine einer Höhenburg nördlich von Wittnau im Kanton Aargau in der Schweiz auf einem bewaldeten Sporn des Homberges, auf einer Höhe von 705 m. ü. M. Die Burgruine ist als A-Objekt denkmalgeschützt.

## Lage
Der dreieckige Burgplatz der Kernburg befindet sich auf einem Sporn des Homberges und ist auf der westlichen Seite durch zwei Halsgräben geschützt. Der innere Halsgraben ist in einer Grösse angelegt worden, die für den schweizerischen Burgbau einzigartig ist. Die Unterburg liegt am Nordhang und war durch einen eigenen Halsgraben geschützt.
Sie wurde in Sichtweite der älteren Burg Alt-Tierstein erbaut.

## Geschichte
Die Burg wurde im frühen 11. Jahrhundert erbaut und diente einer Linie der Grafen von Thierstein als Stammburg. Die Linie nannte sich fortan von Homberg. Die Burg gelangte nach 1223 als Erbe an die Grafen von Froburg. Nach dem Aussterben der Neu-Homberger Linie gelangte die Burg an die Gräfin Maria von Oettingen. Von ihr kaufte am 8. August 1351 Herzog Albrecht von Österreich den ganzen Burgbezirk für 400 Mark. Sie war aber nur kurze Zeit im Besitz der habsburgischen Herzöge von Österreich. Schon im Jahr 1353 wurde die Burg an den Grafen Johann II. von Habsburg-Laufenburg verpfändet. Beim Basler Erdbeben 1356 wurde die Burg zerstört. Ein Grabungsfund lässt vermuten, dass zumindest die Burgkapelle wieder aufgebaut wurde. Die Burg wird letztmals 1534 urkundlich erwähnt, jedoch nur als Burgstall.
Die Burgruine wurde 1869, 1881 und 1884 von jungen Männern aus Wittnau ausgegraben.